# Estalmat
L'Estalmat (Es Tal Mat - Estímul del Talent Matemàtic) és un projecte conjunt entre el CSIC i les universitats per a estimular el talent i la vocació matemàtica entre els joves d'entre 12 i 15 anys a través d'un curs de dos anys. Els cursos són totalment gratuïts per a les famílies i estan orientats a la resolució de problemes utilitzant ferramentes que motiven la creativitat. El coordinador del projecte és Rafael Crespo, degà de la facultat de matemàtiques de la Universitat de València i està patrocinat per la Fundació Vodafone. El Projecte Estalmat, de la RACSAM (Reial Societat de Ciències), té relació amb la Societat d'Educació matemática Al-Khwarizmi i amb la FESPM (Federació Espanyola de Professors de Matemàtiques).
Al País Valencià, el projecte començà l'any 2007. El 2011 va començar la cinquena promoció. El projecte es va estendre a nou comunitats autònomes d'Espanya. Cada any se seleccionen 25 alumnes de 6é de Primària o 1r d'ESO per a entrar al projecte. Es presenten al voltant de 400 alumnes, que són seleccionats segons la seva capacitat. Els nous alumnes de cada promoció participen en un campament a Requena per a conèixer-se abans d'iniciar el curs. El curs es fa els dissabtes al matí, i són vint sessions a l'any durant dos anys. Després hi ha la possibilitat d'un seguiment durant dos anys més amb una sessió al mes. Les classes s'imparteixen a la facultat de matemàtiques del Campus de Burjassot (Universitat de València), a la Universitat Jaume I (Castelló) i a la Universitat d'Alacant. Són unes matemàtiques molt més avançades, que estan fora de l'abast de qualsevol persona que no vulgui dedicar el seu temps a aquesta assignatura, ja que molts continguts que s'ensenyen no s'imparteixen fins a l'ensenyament superior.